# GPR174
GPR174, G protein-spregnuti receptor 174, je protein koji je kod čoveka kodiran GPR174 genom.

## Literatura
1. ↑  „Entrez Gene: GPR174 G protein-coupled receptor 174”.

## Dodatna literatura
- Takeda S; Kadowaki S; Haga T;  . (2002). „Identification of G protein-coupled receptor genes from the human genome sequence.”. FEBS Lett. 520 (1-3): 97—101. PMID 12044878. doi:10.1016/S0014-5793(02)02775-8.
- Strausberg RL; Feingold EA; Grouse LH;  . (2003). „Generation and initial analysis of more than 15,000 full-length human and mouse cDNA sequences.”. Proc. Natl. Acad. Sci. U.S.A. 99 (26): 16899—903. PMC 139241 . PMID 12477932. doi:10.1073/pnas.242603899.
- Gerhard DS; Wagner L; Feingold EA;  . (2004). „The status, quality, and expansion of the NIH full-length cDNA project: the Mammalian Gene Collection (MGC).”. Genome Res. 14 (10B): 2121—7. PMC 528928 . PMID 15489334. doi:10.1101/gr.2596504.
- Ross MT; Grafham DV; Coffey AJ;  . (2005). „The DNA sequence of the human X chromosome.”. Nature. 434 (7031): 325—37. PMC 2665286 . PMID 15772651. doi:10.1038/nature03440.